# Баркарола
Баркаро́ла (от итал. barca — лодка) — народная песня венецианских гондольеров; в ряде источников упоминается как гондольера.
Баркарола характеризуется умеренным темпом и размером 6/8, напоминая плавное покачивание на волнах.
Расцвет этой музыкальной формы пришёлся на эпоху романтизма.
У польского композитора Фредерика Шопена есть фортепианное произведение «Баркарола фа-диез мажор» (Op. 60), написанное в 1846 году. Композитор Ян Галл в 1884 написал оперу «Баркарола». В цикле «Времена года» Петра Ильича Чайковского есть произведение под названием «Июнь — Баркарола». Одной из наиболее известных считается баркарола Belle nuit, ô nuit d'amour из оперы Жака Оффенбаха «Сказки Гофмана».
Гораздо ранее, в лирике трубадуров Пиренейского полуострова XIII—XIV веков, баркарола (порт. barcarola) или маринья (порт. marinha) была одним из малораспространённых поджанров кантиги о друге, относящейся к женским песням о любви.